# Henry Jørgen Stærke Hansen
Henry Jørgen Stærke Hansen (død 2001) var styrmand på Anholt-færgen og blev landskendt da han den 11. maj 1995 kaprede færgen.
Hansen kaprede færgen i protest efter at være blevet afskediget som styrmand.
Landsretten idømt ham to og et halvt års fængsel.
Han blev repræsenteret af forsvarsadvokat Bent Nielsen.
Efter udståelsen af straffen gik Hansen ind i politik.
Han stillede i 1997 op på sin egen "Stærke Listen" efter af være ekskluderet af Socialdemokratiet men opnåede ikke valg.
Efter længere tids sygdom døde han 57 år gammel i 2001.